# Rosa Russo Iervolino
Rosa Russo Iervolino (n. 17 septembrie 1936, Napoli, Italia) este o politiciană italiană.